# Генрі Ноуен
Генрі Йозеф Ноуен (нід. Henri Jozef Machiel Nouwen, 24 січня 1932, Нейкерк — 21 вересня 1996, Гілверсум) — голландський католицький священник, професор, письменник і теолог. Його інтереси були зосереджені насамперед на психології, пастирському служінні, духовності, соціальній справедливості та спільноті. Упродовж свого життя Ноуен знаходив натхнення у творчості Антона Бойсена, Томаса Мертона, Рембрандта, Вінсента Ван Гога та Жана Ваньє.
Після майже двох десятиліть викладання в академічних установах, включаючи Університет Нотр-Дам, Єльську богословську школу та Гарвардську богословську школу, Ноуен продовжив працювати з людьми з вадами інтелекту та розвитку в спільноті L'Arche «Дейбрейк» у Річмонд-Гілл, Онтаріо.

## Життєвий шлях

### Ранні роки

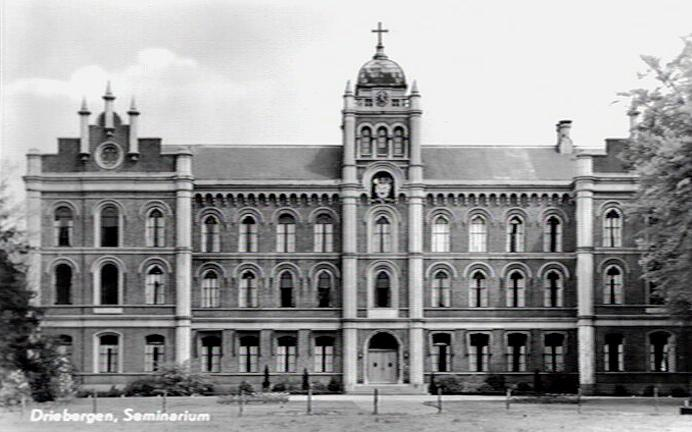
Велика духовна семінарія в Рейзенбурзі

Генрі Ноуен народився в Нейкерку, Нідерланди, 24 січня 1932 року. Він був найстаршим із чотирьох дітей Лорана Дж. М. Ноуена і Марії Ноуен (уродженої Рамселаар). Батько Ноуена був податковим адвокатом, а мати працювала бухгалтеркою у сімейному бізнесі в Амерсфорті:16–17. Його молодший брат Пол Ноуен був відомим голландським бізнесменом, а його дядько Тоон Рамселар Toon Ramselaar — римо-католицьким священником архідієцезії Утрехта. Ноуен навчався в Єзуїтському коледжі Алоїзіуса в Гаазі, перш ніж провести рік у невеликій семінарії в Апелдорні. Його рік у школі був підготовчим до шести років навчання на священника, і включав вивчення філософії та теології у головній семінарії в Рейзенбурзі:23.

### Священство
Ноуен був висвячений на католицького священника архідієцезії Утрехта 21 липня 1957 року Бернардусом Альфрінком у соборі Св. Катерини в Утрехті:82. Бажаючи дізнатися більше про себе та людей, яких він консультував, Ноуен попросив дозволу в Альфрінка вивчати психологію замість теології. Його прохання було задоволено, і з 1957 по 1964 рік він навчався в Католицькому університеті Неймеґена:xvii. Вивчаючи основи клінічної психології, Ноуен зіштовхнувся з відсутністю міждисциплінарного аналізу. Він намагався використати психологію як засіб дослідження людської сторони віри, якої, на його думку, бракувало з пастирської точки зору в ширших теологічних дискусіях. Під час навчання в університеті на нього сильно вплинув Ган Фортман, голландський психолог релігії, чиї твори про дії та споглядання в суєтному світі знайшли відображення у власних роботах Ноуена:23f. У своїй дисертації Ноуен зосередився на Антонові Бойсені, американському священику, якому приписують заснування руху клінічної душпастирської освіти. Дисертація не була затверджена через брак наукового аналізу та відсутність клінічних досліджень. Замість того, щоб переписувати роботу задля отримання докторського ступеня, Ноуен завершив навчання в 1964 році у статусі здобувача:38–47.

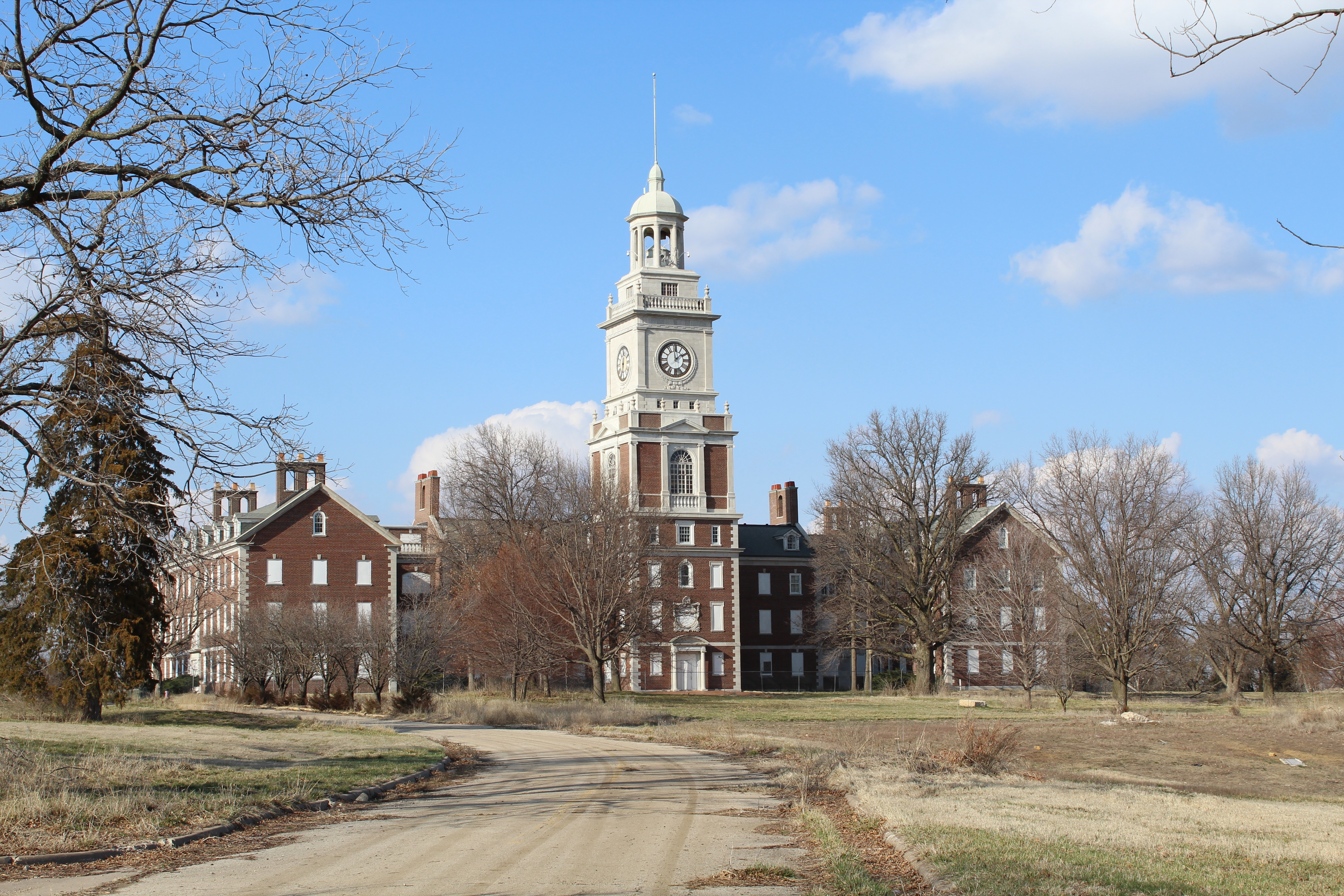
Годинникова вежа Меннінґера

Залишаючись докторантом, Ноуен два роки навчався як стипендіат у програмі релігії та психіатрії в клініці Менінґера у Топіці, штат Канзас, під впливом психолога Ґордона Олпорта:45. Ноуен завершив свою клінічну пастирську підготовку в державній лікарні Топіки і закінчив навчальну програму Фонду Менінґера з теології та психіатричної теорії 19 червня 1965 р. Під час роботи в клініці він виявив, що надає перевагу прямому контакту з пацієнтами, а не більш науковому та медичному аналізу певних галузей психології. Це спонукало його до критичного перегляду професійної практики, щоб краще поєднати духовне служіння з сучасною психологією:xvii-xix. Протягом цього ж періоду Ноуен почав брати участь у соціальних і політичних подіях, включившись у рух за громадянські права. У 1965 році він вирушив на південь Сполучених Штатів, щоб взяти участь у марші від Сельми до Монтґомері, і пізніше опублікував статтю про нього:23f.
З 1966 по 1968 рік він був запрошеним професором в університеті Нотр-Дам. З 1968 до 1970 року він працював в Амстердамському об'єднаному пастирському інституті та викладав психологію і духовність в Католицькому богословському університеті Утрехта. У 1971 році отримав ступінь доктора теології.
Між 1971 і 1981 роками Ноуен був професором пастирської теології в Єльській богословській школі, де він почав завойовувати широку читацьку аудиторію своїх праць, дописуючи до різних видань, включаючи National Catholic Reporter, і як автор кількох книг, заснованих на особистому досвіді. Під час свого навчання в Єльському університеті Ноуен кілька разів брав відпустки, враження від яких додали матеріалу до його творчості. У 1976 році він був науковим співробітником Коледжвільського інституту екуменічних і культурних досліджень в абатстві Святого Іоанна, Коледжвілл, штат Міннесота, а в 1978 році він був резидентом-науковцем у Папському північноамериканському коледжі в Римі.
Будучи професором Єльського університету, Ноуен також провів кілька місяців в абатстві Дженезі. Його перший візит розпочався 1 червня 1974 року і тривав сім місяців. Перебуваючи там, він вів щоденник, який був опублікований як «Щоденник Дженезі: Звіт з трапістського монастиря» в 1976 році:16. Він повернувся знову в 1979 році після смерті своєї матері, що вилилось у публікацію «Благання про милосердя: Молитви Дженезі». Хоча Ноуен дійшов висновку, що він не підходить для життя трапіста, абатство Дженезі та його стосунки з тодішнім абатом Джоном Юдесом Бамберґером продовжували мати для нього велике значення. Абатство було його домашньою базою більше року після того, як він пішов у відставку з Єльського університету і саме тут він вирішив відсвяткувати 25-ту річницю свого священства 6 серпня 1982 року.
Після закінчення Єльського університету в 1981 році Ноуен здійснив шестимісячну подорож до Південної Америки, відвідавши Болівію та Перу. Після повернення до Сполучених Штатів у 1983 році Ноуен був призначений професором богослов'я в Гарвардській школі богослов'я, викладачем Горація Де Ю. Ленца. Призначення на половину робочого дня дозволило Ноувену розділити свій час між викладанням у Школі богослов'я та роботою з теологічним центром у Латинській Америці. Ноуен викладав у школі до своєї відставки в 1985 році. У 1985 і 1986 роках він провів дев'ять місяців у спільноті L'Arche у Франції.

### L'Arche
На духовність Ноуена сильно вплинула його дружба з Жаном Ваньє. Вони познайомилися, коли Ноуен викладав у Гарварді. Ваньє відчув загублений стан Ноуена і запросив його відвідати Тролі-Брей:105. Ноуен двічі відвідував Ваньє у французькій громаді, першій у мережі L'Arche, а тоді зважився в 1985 році на дев'ятимісячну резиденцію в спільноті разом з розумово неповносправними. Перебування допомогло Ноуену відшукати свої мету, брак якої він відчував раніше. Як пояснює Роберт А. Йонас: «Генрі завжди цікавився, якою могла би бути спільнота, базована на євхаристійній єдності, і тепер він знайшов її в стінах Ляршу»:l.
Під час перебування у Франції Ноуен їздив до Торонто, Онтаріо, щоб бути священником на весіллі, і попросив дозволу залишитися на тиждень у спільноті Лярш «Дейбрейк» у Ричмонд-Гіллі. Перебуваючи там, він став свідком події, коли чоловік з інтелектуальною неповносправністю на ім'я Реймонд потрапив під машину і був у критичному стані. Ноуен надав духовну підтримку громаді та сім'ї Реймонда, зрештою допомігши примирити громаду та сім'ю, яка частково звинуватила «Дейбрейк» у травмах Реймонда. Співпереживання Ноуена мало такий вплив, що члени спільноти «Дейбрейк» попросили його служити їхнім священником. Ноуен погодився і восени 1986 року переїхав до L'Arche Daybreak, де він провів останні десять років свого життя.
У «Дейбрейку» Ноуен був у парі з Адамом Арнеттом, мешканцем Ляршу «Дейбрейк» із серйозними вадами розвитку. «Це я, а не Адам, отримую головну користь від нашої дружби», — наполягав Ноуен. Ноуен написав про свої стосунки з Арнеттом у книзі під назвою «Адам: Божий улюбленець».

### Сексуальність

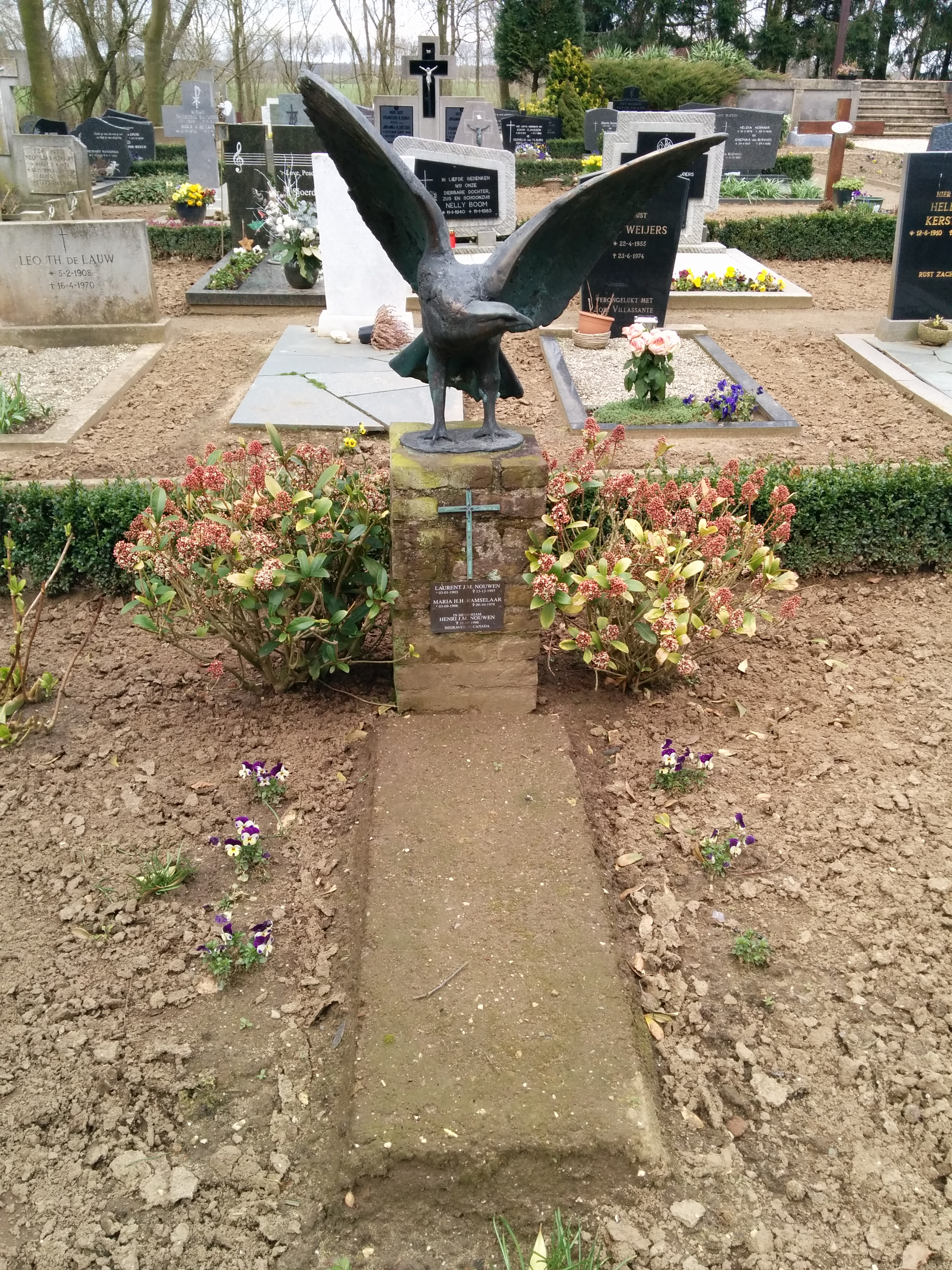
Меморіал Ґейстерен, Нідерланди

Ноуен терпів непевність щодо своєї сексуальності, що, можливо, сприяло його сумнівам у собі самому:80. Хоча ця внутрішня боротьба була відома близьким до нього людям, Ноуен ніколи публічно не заявляв про свою гомосексуальність, незважаючи на те, що він визнав це в розмовах з друзями та натякав на особисту внутрішню боротьбу у своїх приватних щоденниках. У своїй книзі «Повернення блудного сина» Ноуен описує дружбу, яка зачарувала його, вона не принесла йому користі, а коли вона зрештою зруйнувалася, залишила його в депресивному настрої та в пошуках самоусвідомлення і визнання іншими. Біограф Майкл Форд посилався на ці випадки в біографії «Поранений пророк», яка була опублікована після смерті Ноуена. Форд припускає, що Ноуен цілком примирився зі своєю сексуальною орієнтацією лише в останні кілька років свого життя, і що депресія Ноуена була спричинена, частково, конфліктом між його священницькими обітницями цнотливості та почуттям самотності і бажанням близькості, яке він пережив. «Це спричинило величезний емоційний, духовний і фізичний вплив на його життя і, можливо, сприяло його ранній смерті». Хоча його прагнення примирити свої священницькі обітниці цнотливості зі своїми людськими бажаннями фізичної та емоційної близькості з'являється в його творах, немає жодних вказівок на те, що Ноуен коли-небудь порушував свою обітницю безшлюбності.

### Українські подорожі
Генрі Ноуен двічі відвідав Україну на зорі її Незалежності — у 1993 і в 1994 роках. На запрошення своїх друзів — тоді ще не висвяченого цековного діяча УГКЦ Бориса Ґудзяка та ініціаторки розвитку в Україні міжнародних спільнот «Віра і Світло» та «L'Arche» Зені Кушпети Генрі прилетів до Львова 1 серпня 1993 року в супроводі Бориса Ґудзяка та директора Ляршу «Дейбрейк» Нейтана Болла. Він відвідав реколекції в Новому Роздолі, де провадив спільну Службу Божу з грекокатолицьким священником, мав численні зустрічі з родинами розумово неповносправних дітей, відвідав психоневрологічний інтернат у Грушці коло Львова і повернувся до Роттердама через два тижні, залишивши про цю поїздку зворушливі записи у своєму щоденнику:
|  | Більш ніж будь-коли вірю, що саме люди з неповносправністю мають дар творити такі спільноти. Їхня слабкість є силою Божою, їхня залежність — Божим запролшенням творити стосунки любові і підтримки, їхня убогість — це Божий спосіб дарувати нам благословення Царства. |

Вдруге Генрі приїхав 5—21 серпня 1994 року, цим разом разом із членами спільноти «Дейбрейк» Нейтаном Боллом, сестрою Сью Мостеллер, Шерил Зіник та Шивон Кію. Вони провадили реколекції у таборі «Ровесник» коло Львова, а також мали численні зустрічі з молоддю з «Віри і Світла», «УМХ», провели семінар з лідерства для молоді. По приїзді до Торонто Генрі зробив такий запис:
|  | Хоча ми живемо і працюємо з людьми, що мають розумову неповносправність, наше життя не бідне. Подорож до України показала інший тип неповносправності. Це каліцтво, що походить зі зламаної історії, століть гніту і визискувань, нехтування і байдужості багатих країн, соціальних гріхів і несправедливості та жадоби. Не лише люди з розумовою неповносправністю маргіналізовані в нашому світі, але й країни також. Україна — одна з таких країн, яка опинилася на задвірках міжнародної спільноти. |

Стверджують, що Генрі мав намір і далі відвідувати Україну, якби не раптова смерть.

### Смерть і спадок
Ноуен помер у Гілверсумі в Нідерландах 21 вересня 1996 року від раптового серцевого нападу, коли він їхав до Росії на зйомки голландського документального фільму за його книгою «Повернення блудного сина». Перша заупокійна служба божа за Ноуеном відбулася 24 вересня в соборі Св. Катерини в Утрехті з поминальним словом Жана Ваньє, після чого тіло Ноуена було перевезене до Канади для поховання спільнотою L'Arche Daybreak. Другий чин похорону відбувся 28 вересня в словацькому католицькому соборі Преображення Господнього в Маркемі, Онтаріо, після цілоденної панахиди з церемонією прощання в католицькій церкві Непорочної Діви Марії в Річмонд-Гілл 27 вересня. Ноуен був похований у сосновій труні, зробленій у деревообробній майстерні Ляошу «Дейбрейк» і барвисто розмальованій членами спільноти. Він похований на цвинтарі англіканської церкви Св. Іоанна в Річмонд-Гілл, поруч з могилами інших членів спільноти «Дейбрейк». У Ґейстерені в Нідерландах на місці могили його батьків також є меморіальний знак Ноуену.
Перед смертю він зробив доручення на розпорядження своїм майном на ім'я Сью Мостеллер, зробивши її літературною розпорядницею своїх творів. Заснування архівної колекції і досліджень Генрі Дж. М. Ноуена в бібліотеці Джона М. Келлі коледжу Святого Михаїла Торонтського університету стало результатом зусиль Мостеллер зібрати в одному місці особисті записи Ноуена. Робота передбачала впорядкування його матеріалів з Ляршу «Дейбрейк», які включали особисте листування, оригінальні рукописи та аудіовізуальні матеріали, а також переговори з бібліотекою Єльської богословської школи щодо випуску записів, які Ноуен почав зберігати там як викладач у 1975 році:19. Архів Ноуена став доступним у вересні 2000 року.

## Спадщина
Існує нагорода, названа на його честь, Нагорода за лідерство імені Генрі Ноуена, яку присуджує Американська асоціація інтелектуальної та розвиткової неповносправності, відділ релігії та духовності. В Університеті Дрю існує спонсорований курс із класичної християнської духовності, названий на його честь. У Річмонд-Гілл, Онтаріо, також є початкова школа його імені.
Також, у Голландії є Фонд імені Генрі Ноуена (Henri Nouwen Stichting), значною мірою спрямований на гуманітарну допомогу Україні. Фонд створив молодший брат Генрі Ноуена Лаурент, який після смерті брата багато зробив для увічнення його пам'яті та продовження справи, започаткованої двома короткими відвіданнями України у 1993—94 роках.

## Твори

«Повернення блудного сина» роботи Рембрандта. Ноуен написав коротку книгу «Повернення блудного сина», засновану на його спогляданні однойменної картини Рембрандта.

При житті Ноуен опублікував 39 книг і написав сотні статей:9. Більш ніж 7 мільйонів примірників його книг, у тому числі перекладених більш ніж 30 мовами, були видані в світі:3. В журнальному опитуванні, проведеному Christian Century у 2003 році, праця Ноуена була вказана як перший вибір авторів для католицького та основного протестантського духовенства. Його книги включають "Поранений цілитель ", «В ім'я Ісуса», «Клоунада в Римі», «Життя возлюбленого» та «Шлях серця», а також те, що визнано однією з його найпопулярніших книг, «Повернення блудного сина».
Відвідуючи громаду Лярш Тролі-Бреіль у Франції, він побачив плакат із картиною Рембрандта «Повернення блудного сина», яка справила на нього глибоке враження. Він вирішив особисто побачити картину і поїхав до Санкт-Петербурга (тоді Ленінграда), щоб відвідати Ермітаж, де вона зберігається. Це вилилося в кількаденне споглядання картини, що спонукало його до написання однойменної книги. Книга «Повернення блудного сина» посіла 66 місце в списку 100 найкращих християнських книг, складеному Church Times у 2014 році.

### Тематика
Відомо, що Ноуен страждав від самотності та потреби в щирому міжособистісному спілкуванні, про що він відкрито писав. Його популярність як духовного провідника була пов'язана з його здатністю описувати свою особисті переживання в доступній формі:1. Він назвав свій підхід інтересом до повсякденного життя людей і власної подорожі християнським життям:
| «                                                   | Я хотів знати, як ми маємо інтегрувати життя Христа у наші щоденні клопоти. Я завжди намагався висловити те, з чим мав справу. Я думав, якщо це так глибоко, це могло би бути тим, з чим мучились і інші люди. Це виходило з думки, що якраз найбільш особисте і могло бути найбільш універсальнимОригінальний текст (англ.) I wanted to know how we could integrate the life of Christ in our daily concerns. I was always trying to articulate what I was dealing with. I thought that if it was very deep, it might also be something other people were struggling with. It was based on the idea that what is most personal might be the more universal. | « |
| — Nouwen finds rest at Daybreak, Mary Frances Coady | |   |

Однією з основних актуальних тем Ноуена був його пошук примирення своєї депресії зі своєю християнською вірою. Його найвідоміша робота на цю тему — «Внутрішній голос любові», його щоденник від грудня 1987 до червня 1988 року під час одного з найсерйозніших нападів клінічної депресії. Ноуен також досліджував цю тему в «Поверненні блудного сина», описуючи любов і прощення як безумовні. У книзі він запрошує читача пройти за ним його власний шлях повернення до духовних джерел у паралельній медитації над усіма героями притчі, порівнюючи зображення Рембрандта та особисті пережиття художника.
Ноуен також написав кілька есе про необхідність миротворчості. Він використовував Божу Любов як виправдання для збереження життя, а також для свого протистояння холодній війні, що тривала, та інтервенції Сполучених Штатів у В'єтнамі. Це поєднувалося з його переконанням про єдність усіх народів під Богом:
| «                                                            | Молитися — це прислухатись до голосу Того, хто кличе нас «возлюбленими»; це зрозуміти, що той голос не відкидає нікого взагалі. Де я занйду пристанок проживати, Бог матиме пристанок зі мною; там де житиме зі мною Бог, я знайду всіх моїх братів і секстер. Отож інтимний зв'язок з Богом і солідарність з усіма людьми — це два аспекти існування в теперішньому моменті, які ніколи не можна розділити.Оригінальний текст (англ.) To pray, that is, to listen to the voice of the One who calls us the "beloved", is to learn that that voice excludes no one. Where I dwell, God dwells with me and where God dwells with me I find all my sisters and brothers. And so intimacy with God and solidarity with all people are two aspects of dwelling in the present moment that can never be separated. | « |
| — Life is Advent: The Lord is Always Near, Henri J.M. Nouwen | |   |

## Публічні виступи
Ноуен часто виступав публічно. Крім своїх викладацьких обов'язків, він багато подорожував, проводячи реколекції та проповідуючи. З чітким висловленням думок і жвавим стилем розмови Ноуен був відомий своїм захоплюючим і експресивним стилем спілкування. Ті, хто слухали його проповіді, порівнювали свої враження із перебуванням у театрі чи захолпенням роботою музичного диригента:31. Нерідко Ноуен захоплено стрибав або розмахував руками під час виступів і лекцій в аудиторії:80:xxiv. Боб Мессі описує враження від спостереження за розмовою Ноуена у фільмі «Дружба з життям» (2001): «Його стискаючі, смикаючі жести створювали враження, ніби він намагався видоїти сенс прямо з повітря. Він вказував пальцями вниз і обертав зап'ястками, ніби намагаючись вимішати окремий маленький горщик за кожним пунктом».
Через свою духовність, зосереджену на Ісусі, Ноуен подобався багатьом аудиторіям, включаючи англікан і євангелістів. У 1992 році Роберт Г. Шуллер запросив його проповідувати на тему «Година сили» в Кришталевому соборі в Ґарден-Ґров, Каліфорнія. Ноуен виступав протягом трьох неділь поспіль і проповідував на тему любові. Записи його проповідей і вигляду пізніше були використані Шуллером як зразок проповідей у навчанні нових священників.

## Відзнаки
- Премія Христофора (1984) за Gracias![46]
- Премія Томаса Мертона (1985)
- Благодійна премія Дому Рональда Макдональда за відмінні досягнення (1996)[47]
- Emmausprisen (2002)[48]

## Твори про Ноуена

### Книги
- Bengtson, Jonathan; Earnshaw, Gabrielle, ред. (2006). Turning the wheel : Henri Nouwen and our search for God. Maryknoll, NY.: Orbis Books. OCLC 123485283.
- Beumer, Jurjen (1997). Henri Nouwen : a restless seeking for God. New York: Crossroad Pub. Co. ISBN 9780824517687. OCLC 36573627.
- de Vinck, Christopher, ред. (1999). Nouwen then : personal reflections on Henri. Grand Rapids, Mich.: Zondervan. ISBN 9780310224624.
- Ford, Michael (1999). Wounded Prophet : A Portrait of Henri J.M. Nouwen. New York: Doubleday. ISBN 9780385493727.
- Hernanez, Wil (2006). Henri Nouwen: A Spirituality of Imperfection. New York: Paulist Press. ISBN 9780809144341. OCLC 70673257.
- Higgins, Michael W.; Burns, Kevin (2012). Genius Born of Anguish: The Life & Legacy of Henri Nouwen. Toronto, Ontario, Canada: Novalis. ISBN 9780809147854.
- LaNoue, Deirdre (2000). The Spiritual Legacy of Henri Nouwen (вид. 1st). New York: Continuum. ISBN 9780826412836. OCLC 44469051.
- O'Laughlin, Michael (2004). God's Beloved : A Spiritual Biography of Henri Nouwen (вид. 1st). Maryknoll, N.Y.: Orbis Books. ISBN 9781570755613. OCLC 54806408.
- O'Laughlin, Michael (2005). Henri Nouwen: His Life and Vision (вид. 1st). Maryknoll, N.Y.: Orbis Books. ISBN 9781570758225. OCLC 60705527.
- Porter, Beth; Brown, Susan M.S; Coulter, Philip, ред. (26 червня 2001). Befriending Life: Encounters with Henri Nouwen. Doubleday. ISBN 978-0-385-50202-3.
- Twomey, Gerald S.; Pomerleau, Claude, ред. (2006). Remembering Henri : the life and legacy of Henri Nouwen. Maryknoll, NY.: Orbis Books. OCLC 68220900.
- Wan, Milton Wan-yiu (1999). The Spirituality of Liberation: Social Justice and Contemplative Prayer (Chinese) . Hong Kong: Christian Excellence Mission.
- Генрі Ноуен. Українські щоденники./Пер. з англійської М. Карапінки. — Львів: Свічадо, 2021. — 208 с. ISBN 978-966-938-438-6.
- Nouwen, Henry J.M. (2023). Introduction by Archbishop Borys Gudziak (ред.). Ukraine Diary. Orbis Books.

### Статті та нариси
- Callahan, Annice (1992). Prophet of conversion / Henri Nouwen (1932- ). Spiritual guides for today : Evelyn Underhill, Dorothy Day, Karl Rahner, Simone Weil, Thomas Merton, Henri Nouwen. New York: Crossroad. с. 176. ISBN 9780824511098.
- Smith III, James D. (2006). Christian spirituality envisioned : a pastoral appreciation of Ernst Kitzinger, Margaret Miles, and Henri Nouwen (Harvard, 1976-85). У Richard Valantasis (ред.). The subjective eye : essays in culture, religion, and gender in honor of Margaret R. Miles. Pickwick Publications. OCLC 70277239.
- Trenn, Thaddeus J. (September 2006). Science and the Mystery of the Human Person (PDF). Journal of the American Scientific Affiliation. 58 (3): 216—224.
- Джо Ворстерманс. Пастирі найслабших. Отець Генрі Ноуен.//Емаус, 2022